# Andrea Navagero

Porträt von Raffael: Andrea Navagero mit Agostino Beazzano, um 1516

Andrea Navagero (lateinisch Andreas Naugerius; * 1483 in Venedig; † 1529 in Blois) war ein italienischer Humanist und Dichter.
Navagero stammte aus einer venezianischen Adelsfamilie. Er wurde von Aldus Manutius als Herausgeber klassischer Texte angestellt. Später wurde er zum Leiter der Bibliothek von Basilica di San Marco ernannt und mit diplomatischen Missionen für die Republik Venedig betraut. Bei seinem Spanienaufenthalt befreundete er sich 1526 mit Juan Boscán Almogávar, der unter Navageros Einfluss Elemente des italienischen Stils in die spanische Literatur einführte. Navageros Dichtung in lateinischer Sprache übertrifft noch seine italienischen Werke. Über seine diplomatischen Reisen sind Briefe und Aufzeichnungen erhalten geblieben. Er war auch wegen seiner Gärten in Treviso und Murano berühmt.

## Textausgaben und Übersetzungen
- Rossana Sodano (Hrsg.): Giovanni Cotta, Andrea Navagero: Carmina. Edizioni RES, Torino 1991, ISBN 88-85323-04-9
- Alice E. Wilson (Hrsg.): Andrea Navagero: Lusus. De Graaf, Nieuwkoop 1973, ISBN 90-6004-317-0 (lateinischer Text, englische Übersetzung, Kommentar)